# Ridgeway (Carolina del Sur)
Ridgeway es un pueblo ubicado en el condado de Fairfield en el estado estadounidense de Carolina del Sur. El pueblo en el año 2000 tiene una población de 328 habitantes en una superficie de 1.2 km², con una densidad poblacional de 267.4 personas por km². Treinta y uno de sus inmuebles se incluyen en el Registro Nacional de Lugares Históricos, entre ellos, la comisaría más pequeña del país.

## Geografía
Ridgeway se encuentra ubicado en las coordenadas 34°18′21″N 80°57′41″O / 34.30583, -80.96139. Según la Oficina del Censo, el pueblo tiene un área total de 1,2 km² (0,5 mi²), de la cual 1,2 km² (0,5 mi²) es tierra y 0 km² (0 mi²) (0.0%) es agua.

### Localidades adyacentes
El siguiente diagrama muestra a las localidades en un radio de 28 kilómetros (17,4 mi) de Ridgeway.

## Demografía
En el 2000 la renta per cápita promedia del hogar era de $36.250, y el ingreso promedio para una familia era de $49.375. El ingreso per cápita para la localidad era de $14.884. En 2000 los hombres tenían un ingreso per cápita de $35.833 contra $25.469 para las mujeres. Alrededor del 25.3% de la población estaba bajo el umbral de pobreza nacional. 